# Sainte-Sévère-sur-Indre
Sainte-Sévère-sur-Indre je naselje in občina v osrednjem francoskem departmaju Indre regije Center. Leta 2009 je naselje imelo 851 prebivalcev.

## Geografija
Kraj leži v osrednji francoski pokrajini Berry ob reki Indre, 50 km jugovzhodno od Châteaurouxa.

## Uprava
Sainte-Sévère-sur-Indre je sedež istoimenskega kantona, v katerega so poleg njegove vključene še občine Feusines, Lignerolles, Pérassay, Pouligny-Notre-Dame, Pouligny-Saint-Martin, Sazeray, Urciers, Vigoulant in Vijon s 3.478 prebivalci.
Kanton Sainte-Sévère-sur-Indre je sestavni del okrožja La Châtre.

## Zanimivosti
- stolp - donžon iz 13. stoletja, preostanek nekdanjega srednjeveškega gradu,
- mestna vrata iz 15. stoletja, prvotno vhod v sam grad,
- kalvarija iz 16. stoletja,
- cerkev sv. Severe iz 19. stoletja, naslednica nekdanjih cerkva sv. Severe (uničene leta 1794) in sv. Martina (porušene leta 1876).